# Đớp ruồi đen mày trắng
Ficedula westermanni là một loài chim trong họ Muscicapidae.